# Оравски Подзамок
Оравски́ Подза́мок (словац. Oravský Podzámok) — село в окрузі Дольни Кубін Жилінського краю Словаччини. Площа села 36,25 км². Станом на 31 грудня 2015 року в селі проживало 1345 жителів.

## Історія
Перші згадки про село датуються 1267 й 1559 роками.

## Географія
Протікає річки Рацібор і Рачова.

## Населення
| Рік:            | 1994. | 2004.   | 2014.   | 2024.   |
| --------------- | ----- | ------- | ------- | ------- |
| Кількість осіб: | 1275  | 1319    | 1318    | 1354    |
| Різниця:        |       | +3,45 % | -0,07 % | +2,73 % |

| Рік:            | 2023. | 2024.   |
| --------------- | ----- | ------- |
| Кількість осіб: | 1344  | 1354    |
| Різниця:        |       | +0,74 % |